# Прилис
Прилис (др.-греч. Πρύλις) — персонаж древнегреческой мифологии. Сын дочери лесбосского царя Макарея Иссы и Гермеса-Кадма.
Согласно одному из вариантов мифа, будучи прорицателем, во время остановки войск под командованием Агамемнона на Лесбосе по пути в Трою предсказал, что для победы грекам необходимо построить деревянного коня. Своё пророчество он сделал после щедрых подарков Паламеда.
С его именем древние греки связывали создание военного танца пиррихион (πυρρίχηον) .
В его честь назван один из троянских астероидов Юпитера.